# David Stockton
David Stockton (Spokane, Washington, 24 de junio de 1991) es un jugador de baloncesto estadounidense que pertenece a la plantilla de los Valley Suns de la G League. Con 1,80 metros de estatura, juega en la posición de base. Es hijo del exjugador y miembro del Basketball Hall of Fame John Stockton y hermano de Michael Stockton.

## Trayectoria deportiva

### Universidad
Jugó durante cuatro temporadas con los Bulldogs de la Universidad de Gonzaga, en las que promedió 4,8 puntos, 1,6 rebotes y 3,8 asistencias por partido. En su última temporada fue incluido en el mejor quinteto del torneo de la West Coast Conference,tras conseguir 4 puntos, 7 asistencias y 5 rebotes en la final.

### Profesional

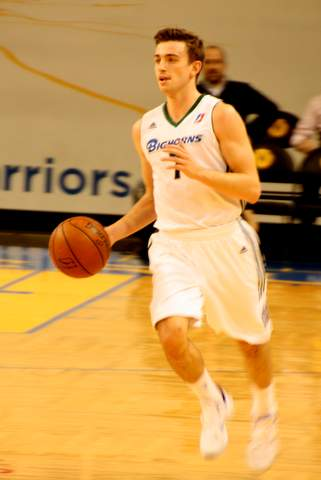
David Stockton con Reno en 2016.

Tras no ser elegido en el Draft de la NBA de 2014, disputó la NBA Summer League con los Phoenix Suns, y en septiembre fichó por los Washington Wizards, pero fue despedido antes del comienzo de la temporada.
En noviembre de 2014 fue elegido en el draft de la NBA D-League por los Maine Red Claws, pero esa misma noche fue traspasado a los Reno Bighorns. Allí promedió 16,6 puntos y 8,2 asistencias por partido.
El 20 de febrero de 2015 firmó un contrato por 10 días con los Sacramento Kings, debutando al día siguiente, consiguiendo un punto, dos rebotes y una asistencia ante Denver Nuggets.
En agosto de 2018 fichó por el Medi Bayreuth de la Basketball Bundesliga.
El 4 de octubre de 2019, vuelve a la NBA, al fichar por Los Angeles Lakers. Pero antes de comenzar la temporada, es cortado y mandado a su filial en la G League, los South Bay Lakers. El 30 de noviembre anota 30 puntos, además de 10 asistencias, 5 rebotes y 4 robos ante Rio Grande Valley Vipers.
El 26 de octubre de 2020, firma por los Mets de Guaynabo de la Baloncesto Superior Nacional de Puerto Rico.
El 11 de enero de 2021, los Memphis Hustle adquieren sus derechos al traspasarlos por Dusty Hannahs a los South Bay Lakers. Luego, el 26 de enero firmaría con los Hustle.
El 22 de junio de 2021, regresa a Puerto Rico, de nuevo a los Mets de Guaynabo. El 15 de octubre, firma por Memphis Grizzlies, pero es cortado al día siguiente. El 23 de octubre, vuelve a firmar con los Memphis Hustle. Luego fue cortado el 14 de febrero de 2022, pero readquirido el 28 de febrero.
El 16 de septiembre de 2022 firmó un contrato para la disputar la pretemporada de los Indiana Pacers, pero una semana después fue cortado del equipo. En octubre se unió al equipo de la G League afiliado a los Pacers, Fort Wayne Mad Ants.
El 10 de abril de 2023 firmó con los Cangrejeros de Santurce del Baloncesto Superior Nacional de Puerto Rico.
El 28 de agosto de 2023 firmó con los NBA G League Ignite de la G League.
El 1 de febrero de 2024, Stockton firmó con los Capitanes de Arecibo del Baloncesto Superior Nacional puertorriqueño.
El 27 de septiembre de 2024 firmó un contrato a prueba con los Phoenix Suns, pero fue despedido tres días después. El 27 de octubre, se unió a los Valley Suns de la G-League.

## Estadísticas de su carrera en la NBA

### Temporada regular
| Año     | Equipo     | PJ | PT | MPP  | %TC  | %3P  | %TL   | RPP | APP | ROB | TPP | PPP |
| ------- | ---------- | -- | -- | ---- | ---- | ---- | ----- | --- | --- | --- | --- | --- |
| 2014-15 | Sacramento | 3  | 0  | 11.0 | .333 | .500 | .500  | .7  | 3.0 | .7  | .0  | 2.7 |
| 2017-18 | Utah       | 3  | 0  | 3.0  | .667 | .667 | 1.000 | .0  | .0  | .0  | .0  | 3.3 |
| Total   | Total      | 6  | 0  | 7.0  | .444 | .600 | .700  | .3  | 1.5 | .3  | .0  | 3.0 |

### Playoffs
| Año   | Equipo | PJ | PT | MPP | %TC  | %3P  | %TL  | RPP | APP | ROB | TPP | PPP |
| ----- | ------ | -- | -- | --- | ---- | ---- | ---- | --- | --- | --- | --- | --- |
| 2018  | Utah   | 2  | 0  | 3.0 | .333 | .000 | .000 | .5  | .0  | .0  | .0  | 1.0 |
| Total | Total  | 2  | 0  | 3.0 | .333 | .000 | .000 | .5  | .0  | .0  | .0  | 1.0 |